# Походження хорватів
Походження хорватів до великого переселення слов'ян лишається невідомим. Сучасні хорвати, безсумнівно, є слов'янами, однак археологічні та інші історичні свідоцтва про міграції слов'янських поселенців, характер корінного населення на теперішніх теренах Хорватії, а також їхній взаємовідношення підтверджують різноманітні історичні впливи.

## Етногенез хорватів
Визначення хорватського етногенезу починається з визначення етнічної належності[1], згідно котрій етнос є соціально визначеною категорією людей, котрі ідентифікують себе одним з одним на основі спільного родового, соціального, культурного або другого досвіду протягом тривалого строку пори[2]. У хорватській нагоді, немає ніяких сумнівів у тому, що у ранньому Середньовіччю визначена група ототожнювала себе з етнонімом Hrvati (хорвати), і цим ім'ям їх називали та інші[3]. Цей етнонім також мав політичне забарвлення, і з пізнього середньовіччя явно ототожнювала з нацією[3].

## Інші історичні джерела
Згадка хорватського етноніма Хрват як певного племені до IX століття ще не повністю підтверджено. Згідно праці Костянтина VII Про управління імперією (X століття), група хорватів відокремилася від білих хорватів, що жили в Білій Хорватії, і прибула з власної волі, або була викликана візантійським імператором Іраклієм I (610—641), в Далмацію, де вони билися і здобували перемоги над аварами, і в кінцевому підсумку організували своє власне державне утворення . Згідно з легендою, описаною в цьому трактаті, їх очолювали п'ять братів Κλουκας (Клоукас), Λόβελος (Лобелос), Κοσέντζης (Косентзіс), Μουχλώ (Моухло), Χρωβάτος (Хробатос) і дві сестри Τουγά (Тоуга) і Βουγά (Боуга), і їх архонтом в той час був батько Поргі, і вони були хрещені під час правління Поргі в VII столітті .

Старі історичні джерела не дають точної вказівки на походження цих ранніх хорватів. Костянтин VII не ідентифікує хорватів зі слов'янами і не вказує на відмінності між ними. Іоанн Скилица в його роботі Мадридський Скилица ідентифікував хорватів і сербів як скіфів . Нестор Літописець в його Повісті временних літ ідентифікував білих хорватів із західними слов'янами з річки Вісли, а інші хорвати увійшли в східнослов'янський племінний союз. Літопис попа Дуклянина визначає хорватів як готовий, які залишилися після того як цар Тотила захопив провінцію Далмація . Точно так же Фома Сплітського в своїй роботі Historia Salonitana згадує, що сім або вісім знатних племен, яких він назвав «Lingones», прибули з нинішньої Польщі і оселилися в Хорватії під керівництвом Тотіли.